# 威海鼠尾草
威海鼠尾草（学名：Salvia weihaiensis），为唇形科紫堇属下的一个植物种。